# 器樂
器乐是相对于声乐而言，完全使用乐器演奏而不用人声或者人声处于附属地位的音乐。演奏的乐器可以包括所有种类的弦乐器、木管乐器、铜管乐器和打击乐器，有的器乐曲也应用部分人声作为效果，但部分作曲家有时也加入一些人声，例如《貝多芬第九交響曲》的《欢乐颂》合唱部分，但总的来说交响曲属于器乐而不属于声乐。
另外像人声演奏的口哨、哼唱等也经常被加入到器乐曲中增加某些效果。